# Cináed mac Flainn
Cináed mac Flainn (mort en 770) est un roi d'Uí Failghe, un peuple du Laigin dans le Comté d'Offaly. Il règne de 757 à 770.

## Contexte
Cináed est l'un des douze fils connus d'un précédent souverain, Fland Dá Chongal, et le second des fils de Fland nés d'Érenach, la fille de  Murchad Midi mac Diarmato (mort en 715), roi d'Uisneach, à accéder au trône. En 770, il conteste l'autorité du roi de Leinster, Cellach mac Dúnchada (mort 776). Cette initiative coincide avec les attaques lancées par les Ui Neill du Sud, dont l'Ard ri Erenn Donnchad Midi mac Domnaill (mort en 797). Cináed est défait et tué lors de la  Bataille d'Áth Orc, dans l'actuel comté d'Offaly). Son frère Cellach et son alliée Cathnia mac Bécce du Fothairt tombent à ses côtés . Son fils, Flaíthnia mac Cináeda (mort en 806), sera également roi d'Uí Failge.

## Sources
- (en) Gearóid Mac Niocaill, Ireland before Vikings, Dublin, Gill & Macmillan, 1972
- (en) Francis John Byrne, Irish Kings and High-Kings, Dublin, Courts Press History Classics, 2001 (ISBN 1-851-82-196-1).